# جگن گرزی
کارکس باکسبامی (نام علمی: Carex buxbaumii) نام یک گونه از سرده جگن است.